# Longroy
Longroy település Franciaországban, Seine-Maritime megyében. Lakosainak száma 629 fő (2022. január 1.). Longroy Guerville, Incheville, Millebosc, Monchaux-Soreng és Gamaches községekkel határos.

## Népesség
A település népességének változása:
| Lakosok száma | 652  | 641  | 650  | 634  | 632  | 630  | 634  | 633  | 629  |
|               | 2013 | 2015 | 2016 | 2017 | 2018 | 2019 | 2020 | 2021 | 2022 |